# Kolos (računar)
Računar Kolos (енгл. Colossus computer; Colossus) je bila jedna od prvih mašina koju su koristili Britanci da bi razbijali nemačke šifre za vreme Drugog svetskog rata.
Kolos je projektovao inženjer Tomi Flauers (Tommy Flowers) u saradnji sa matematičarom Maksom Nojmanom (Max Newman) u istraživačkom centru u mestu Dolis Hil (Dollis Hill), u Londonu. Računar je bio smešten u Blečli Parku (Bletchley Park), u kojem su se za vreme Dugog svetskog rata proučavale nemačke ratne šifre. Najpoznatiji slučaj je dešifrovanje nemačke mašine za šifrovanje Enigme.
Prototip Mark I počeo je sa radom u decembru 1943. godine i bio je u službi sve do februara 1944. godine. Usavršavanje je bilo od velikog značaja, pa je tako već u junu 1944. godine pušten u rad Mark II, a do kraja rata proizvedeno je čak 10 računara Kolos.
Računari Kolos su se koristili za dešifrovanje poruka koje je prethodno šifrovala nemačka mašina Lorenc.

## Blečil park
Blečli park je imanje koje se nalazi u gradiću Blečli, sada delu grada Milton Kejnes (Milton Keynes). Za vreme Drugog svetskog rata, Blečli Park je bio glavno zdanje i centar u kojem su se dešifrovale poruke. Ovde su dešifrovani kodovi raznih neprijateljskih mašina, od kojih je najpoznatija nemačka mašina Enigma. Jedan broj obaveštajaca iz Blečli parka, pod imenom Ultra, je veoma zaslužan za dešifrovanje mnogih poruka i samim tim skraćenje rata, iako neki to osporavaju. Prvobitno je na ovom imanju bila samo velika vila, ali je zbog potreba rata izgrađeno još manjih objekata, čiji je broj dostigao osam. Svaki je imao posebnu namenu (npr. postojali su posebni objekti za dešifrovanje mornaričkih, vazdušnih i kopnenih mašina).

## Prethodnici Kolosa
Dve bitne mašine koje treba pomenuti a koje su prethodile Kolosu, su mašine Konrada Cuzea (Konrad Zuse) Z2 i Z3.
Pošto je bio nezadovoljan radom svog prvog računara Z1, Zuse je rešio da napravi Z2. Računar je koristio istu memoriju kao i Z1, ali je zato koristio 800 releja, koje je dobio od telefonskih kompanija, i uz pomoć njih formirao aritmetičke i kontrolne jedinice. Ta aritmetička jedinica se sastojala od 16-bitnog procesora, jer je Zuse hteo da testira pouzdanost releja pri aritmetičkim računanjima. Nažalost, svi projekti i fotografije su uništeni u ratu, ali je Z2 ipak bio od koristi, jer je pokazao Zuseu da su releji pouzdani i naveo ga da napravi novi, Z3.
Z3 je u potpunosti bio napravljen od releja, kojih je bilo 600 za aritmetičke jedinice i 1.800 za memorijske i kontrolne jedinice. Uz malu pomoć prijatelja, Zuse je u periodu od 1939. do 1941. konstruisao Z3 u Berlinu. Pravljenjem ove mašine hteo je da pokaže da je moguće napraviti pouzdan binarni računar, koji se može koristiti za veoma složene aritmetičke operacije. Releje je koristio zbog pouzdanosti. Međutim za vreme rata sve slike ovog računara su uništene.

## Primena Kolosa
Kolos je upotrebljavan isključivo za dešifrovanje nemačkih poruka sa mašine Lorenc za vreme Drugog svetskog rata. Jedna od upotreba Kolosa je bila da imitira mehaničku funkciju mašine Lorenc na elektronski način. Da bi se poruka šifrovala putem mašine Lorenc, šifrovani tekst je kombinovan sa nizom bitova, kojih je bilo 5 u grupi. Njihov redosled je određivalo 12 zupčanika.
Bil Tat, tumač šifara u Blečli parku otkrio je da u radosledu šifrovanog teksta postoji nekakvo odstupanje i da se pomoću njega poruke mogu dešifrovati i razumeti. Da bi se poruke pročitale bilo je potrebno da se izvrše dve stvari. Prva je bila dešifrovanje šeme točka, kojom bi se utvrdila tačna šema klinova na svim točkovima. Ove šeme su bile urezivane u mašinu Lorenc i bile su korišćene u određenom vremenskom periodu i za određeni broj poruka. Druga je bila podešavanje točka, i mogla se izvršiti tek nakon prve faze. Pri šifrovanju svake poruke na Lorenc mašini, početna pozicija točka je bila na drugom mestu. Procesom podešavanja mogao se tačno utvrditi položaj točka. Kolos je u početku upotrebljavan samo za drugu fazu, ali su kasnije su naučnici došli do zaključka da se on može koristiti i za dešifrovanje šeme točka. Kolos je radio u „Nojmanovom delu“, odseku u Blečli parku koji se bavio funkcionisanjem mašine Lorenc, a kojim je upravljao Maks Nojman.
Kolos je nastao kao rezultat drugog projekta, a to je bila optičko-mehanička mašina koj se zvala „Hit Robinson“ (Heath Robinson). Ime joj je dao ženski deo kraljevske mornarice, koji je i upravljao njome. Glavni problem mašine bilo je usklađivanje dve bušene trake, jednu koju je davala šifrovana poruka i drugu koja je prikazivala šeme sa točkova na mašini Lorenc, koje su se rastezale pri brzini čitanja od preko 1.000 karaktera u sekundi, što je dovodilo do davanja nepouzdanih informacija. Pravljenjem Kolosa ovaj problem je rešen tako što je Kolos jednu od ovih traka pravio elektronskim putem. Druga traka je mogla da prođe kroz Kolos pri mnogo većoj brzini i samim tim je davala pouzdanije rezultate.

## Pravljenje Kolosa
Tim kojim je rukovodio Tomi Flauers, proveo je jedanaest meseci (od početka februara 1943. do januara 1944. godine) na projektovanju i pravljenju Kolosa, u istraživačkoj stanici Post Ofis (Post Office), u severozapadnom Londonu. Nakon testa kojim je provereno da li mašina radi, u decembru 1943. godine, Kolos je rasklopljen i poslat u Blečli park, gde je stigao 18. januara 1944. godine, a prvu poruku je pokašao da dešifruje samo mesec dana kasnije.
Posle Mark-a I, usledila je proizvodnja još čak devet mašina Mark II, od kojih je prva bila u funkcionalnom stanju u junu 1944. godine. Mark I je imao dosta sličnosti sa mašinom Mark II. Jedanaesti Kolos je konačno napravljen na kraju rata. Mark I je imao čak 1.500 elektronskih cevi. Mark II sa 2.400 elektronskih cevi je radio čak 5 puta brže, bio je mnogo lakši za korišćenje i umnogome je ubrzao proces dešifrovanja poruka. Za vreme konstruisanja Mark I računara, Mark II je tek bio u fazi projektovanja. Na primer, kasniji računari, kao što je Mančesterski Mark I koristili su čak 4.200 elektronskih cevi.
Kolos se oslobodio druge trake (ranije su bile korišćene dve, kao na primer, kod mašine Hit Robinson), tako što je izvodio šeme točka elektronskim putem i zato što je bio u stanju da obradi 5.000 karaktera u sekundi. Električna kola su bila pod kontrolom časovnika koji je takođe zavisio od bušenih traka, tako da je brzina izračunavanja bila uslovljena brzinom učitavanja traka. Sam konstruktor Tomi Flauers je pokušao sa većim brzinama (9.400 k/s), ali se na kraju zadovoljio prvobitnom. Nekada su isti problem pokušavali da reše sa dva Kolosa (paralelno računanje), i time ubrzali proces dešifrovanja.
Pri izradi Kolosa prvi put su korišćeni elektromehanički releji, koji su omogućavali istovremeno obavljanje pet testova, od kojih je svaki imao po 100 logičkih (Boolean) operacija. Kolos je u početku upotrebljavan da otkrije početni položaj točka kod mašine Lorenc. Mark II je sadržao mehanizam i za otkrivanje šeme klinova. Oba modela su se dosta razlikovala od modela „Robinson“.

## Konstrukcija i funkcionisanje
Kolos je koristio vakuumske cevi (termoelektronske cevi), tiratrone i veoma osetljive detektore ultraljubičastih i infracrvenih zraka, da bi optički očitavao papirnu traku a zatim svakom znaku dodavao programiranu logičku funkciju, brojeći koliko često ova funkcija pokazuje ’’tačno’’. Iako je bilo poznato da mašine sa mnogo elektronskih cevi imaju visok stepen grešaka, shvaćeno je da su se greške kod cevi najčešće dešavale ako bi nešto poremetilo napajanje mašine, tako da Kolos mašine, kada su jednom uključene, nikad nisu isključivane osim ako nisu dobro radile.
Kolos je bio prva od elektronskih digitalnih mašina koja je imala ograničenu programiranost. Ipak, to nije bio u celosti računar za generalnu primenu, pošto nije bio Tjuring-kompletan (Turing-complete; što je značilo da nije imao programski jezik), iako je Alan Tjuring (Alan Turing), na čijem istraživanju je zasnovana definicija, radio u Blečli parku gde je Kolos pušten u rad. Tada još nije shvaćeno da je Tjuring-kompletnost od značaja; većina ostalih novih modernih računarskih mašina je nije imalo (npr. Atanasov-Beri kompjuter (Atanasoff-Berry Computer), Harvard Mark I mašina sa elektromehaničkim relejima, mašine sa relejima Bel laboratorija, prva dva dizajna Konrada Zusea itd.). Predstava o računaru kao mašini za opštu upotrebu, a ne samo velikog digitrona koji rešava teške probleme, nije postala zapažena do posle nekoliko godina.
Nad Kolosom je prednjačilo nekoliko računara, od kojih su mnogi bili prvi u nekoj oblasti. Zuseov Z3 bio je prvi funkcionalni računar koji je bio potpuno programski kontrolisan, i bio je zasnovan na elektromehaničkim relejima, kao i (manje složeni) mašine Bel laboratorija iz kasnih 30-ih godina. ABC računar bio je elektronski i binaran (digitalan) ali bez mogućnosti programiranja. Analogni računari za sortiranje bili su poluprogramski; neki od njih su bili iz perioda mnogo pre 1930. godine (npr. Vanevar Buš (Vannevar Bush)). Bebidžova analitička mašina prethodila je svima njima (1800), i bila je i digitalna i programska, ali je izgrađena samo delimično i u to vreme nije radila (ipak, replika njegove Differnece engine No. 2 (specijalni kalkulator), iz 1991. godine, radi). Kolos je prvi kombinovao digitalno (delimično), programsko i elektronsko. Prvi potpuno programiran digitalni elektronski računar bio je Small Scale Expermental Machine (računar kojim je rukovodio program koji je bio u samom računaru), napravljen 1948. godine u Mančesteru.
Napravljena je i replika Kolosa Mark II, i ona se može videti u Muzeju Blečli park, koji se nalazi u oblasti Buckinghamshire na jugu Engleske.